# Bori

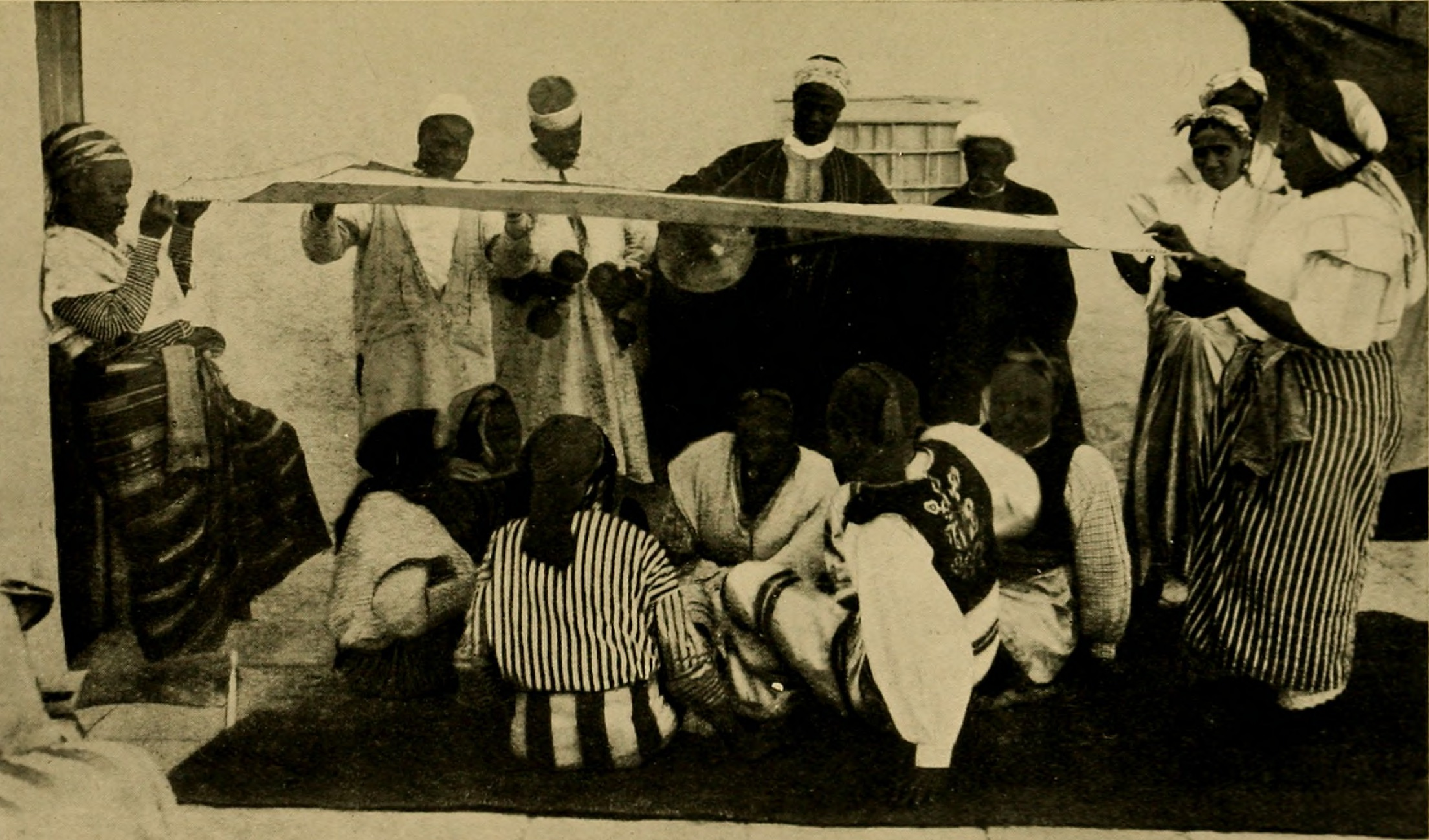
skupina praktikujících

Bori je africké kmenové náboženství.
Objevuje se u etnika Hausu v Beninu, Burkině Faso, Kamerunu, Ghaně, Nigeru, Nigérii a Čadu.
Předmětem náboženské víry bori je obsazení věřícího jiným duchem a komunikace s duchy za pomoci kněžek. Užívá se zde rovněž rituálních tanců.
hraje klíčovou úlohu obsedání věřících duchy a umění zasvěcenců a kněžek tyto duchy ovládat v extatickém stavu. Vedoucí úlohu v této praxi měla v minulosti královská kněžka nazývaná Inna.